# San Fernando (Nicaragua)
San Fernando es un municipio del departamento de Nueva Segovia en la República de Nicaragua.

## Geografía
El término municipal limita al norte con la República de Honduras, al sur con el municipio de Ciudad Antigua, al este con los municipios de Jalapa y El Jícaro y al oeste con el municipio de Mozonte. La cabecera municipal está ubicada a 245 kilómetros de la capital de Managua.
Cuenta con elevaciones que oscilan entre los 760 y 1800 m s. n. m.

## Historia
San Fernando fue fundado el 7 de octubre de 1897, bajo el gobierno del general José Santos Zelaya, los documentos que registran su nacimiento narran la existencia del municipio a través de dos familias de origen español, los Herrera y los Ortez, siendo el propietario de estas tierras en aquella época y fundador del pueblo el Sr. Fernando Herrera.

## Demografía
San Fernando tiene una población actual de 12,550 habitantes. De la población total, el 50.9% son hombres y el 49.1% son mujeres. Casi el 45.5% de la población vive en la zona urbana.

## Naturaleza y clima
El municipio tiene un clima de sabana tropical, con precipitaciones que oscilan entre los 23 a 24 °C. La precipitación pluvial anual es de 1400 mm.
Las diferentes rocas reconocidas en el área presentan un relieve muy característico de cada unidad, los esquistos generalmente presentan cerros en forma piramidal, cuando se observan meteorizados y erosionados originan un relieve del tipo semicircular originados por la erosión lineal, en torno. La flora del municipio es considerada como un recurso potencial ya que predomina el pino como una fuente de divisas.

## Localidades
El municipio está compuesto por 14 comunidades, los cuales están distribuidos en dos microrregiones:
- Microrregión I: El Casco urbano de San Fernando, Santa Rosa, Achuapa, Alalí, Orosí, y Salamají.
- Microrregión II: Santa Clara, La Puerta, El Prado, Aranjuez, Apali, San Nicolás, El Ural, y El Amparo.

## Economía
Las principales actividades económicas que predominan en el municipio son la ganadería de vacuno, así como la agricultura de granos básicos y el cultivo del café.